# Марија Ракочевић
Марија Ракочевић (Крагујевац, 1986) српска је позоришна глумица. 

## Биографија
Рођена 4. јуна 1986. године у Крагујевцу. Глумом почела да се бави као члан Академског позоришта СКЦ-а у Крагујевцу. Дипломирала глуму на Факултету уметности у Приштини са седиштем у Косовској Митровици у класи професора Божидара Димитријевића.
Постала стални члан Књажевско-српског театра 2003. године.
У периоду од 2010. до 2012. године игра у Позоришту за децу Крагујевац у представама Трчи, трчи Трчуљак (Јован Царан), Шехерезада (Џон Мердок, Пјер Валтер Полиц), Радознало слонче (Р. Киплинг, Тодор Валов). Учествовала у поеми Нисам крив што сам жив Ђорђа Милосављевића у режији Слађане Килибарде на Великом школском часу у Шумарицама 2018. године као и у представи Ратни дневник при обележавању 100 година од ослобођења Крагујевца у Првом светском рату.
Учествовала у снимању радио драма и сонета 2020. године у режији Марка Мисираче, Књажевско-српски театар и радио Златоусти.
У Позоришту у акцији – Форум театра Београд остварила улогу Црне у представи Друга генерација Миреле Павловић.
Играла је Лорелај/Елзу у представи Звала се Лорелај Израела Хоровица у режији Александра Милојевића.
У представи Да се ја питам Бард театра у којој су играли и професионални глумци и млади глумци аматери играла улоге Јадранке и Зорке, била асистент режије и руководила глумачком радионицом за младе. 

## Улоге
У Књажевско-српском театру остварила следеће улоге: 
- Маргарета (Жорж Фејдо, Хотел слободан промет, Драган Јаковљевић),
- Девојка (Маша Стокић, Милош Велики, Небојша Брадић),
- Муза (Карло Колоди, Пинокио),
- Катинка (Милош Црњански, Сеобе, Пјер Валтер Полиц),
- Џингл презентерка/Радница/Наркоманка/Бледуњави/Туристички водич/Костимографкиња (Петар Михајловић, Двеста, Јовица Павић)
- Библиотекарка (Петра Цицварић, Ко нема у вугла, гугла, Слађана Килибарда),
- Новинарка (Реј Куни, Бриши од своје жене, Ферид Карајица),
- Mademoiselle Меланија (Борислав Пекић, Генерали или сродство по оружју, Марко Мисирача).

## Асистент режије
- Кечап, текст Марије Солдатовић у режији Душана Станикића,
- Ко нема у вугла, гугла, Књажевско-српског театра у режији Слађане Килибарде, поред улоге Библиотекарке била и аутор сонга,Ко нема у вугла, гугла Архивирано на веб-сајту  (9. јул 2021)
- Блитва и кромпир, Књажевско-српског театра у режији Марка Мисираче, текст Золтана Егрешија,Блитва и кромпир Архивирано на веб-сајту  (4. децембар 2020)
- Да се ја питам, текст Ненад Вулевић и Никола Милојевић, режија Чедомир Штајн, „Бард театар”. Архивирано из оригинала 09. 07. 2021. г., Крагујевац.